# Stockard Channing
Stockard Channing, pseudonimo di Susan Antonia Williams Stockard (New York, 13 febbraio 1944), è un'attrice statunitense.
È vincitrice di un Tony Award e tre Premi Emmy, di cui due come migliore attrice non protagonista per la serie televisiva West Wing - Tutti gli uomini del Presidente. Nel 1994 ha ricevuta la candidatura al Premio Oscar nella sezione migliore attrice protagonista per la sua interpretazione nel film 6 gradi di separazione. È stata candidata tre volte al Golden Globe e una al Grammy Award.

## Biografia
Figlia di Lester Napier Stockard e Mary Alice English, suo padre morì quando Stockard aveva 16 anni. Sua sorella, Lesly, è diventata sindaco di Palm Beach nel 2000. Nominata all'Oscar alla miglior attrice per il film 6 gradi di separazione, è conosciuta particolarmente per la sua partecipazione al film Grease, in cui interpretava il ruolo di Betty Rizzo. È stata poi in A Wong Foo, grazie di tutto! Julie Newmar, Luna di fiele di Roman Polański, Smoke di Wayne Wang, Qualcosa di personale, Il club delle prime mogli, Amori & incantesimi, Partnerperfetto.com, Qui dove batte il cuore e molti altri.
In TV ha interpretato Abbey Bartlet, la moglie del Presidente degli Stati Uniti d'America nella serie tv pluri-vincitrice di Emmy Awards West Wing - Tutti gli uomini del Presidente. Nel 2000 ha avuto una candidatura allo Screen Actors Guild Award per la "Miglior interpretazione femminile in un film o miniserie per la TV" nel film per la televisione The Truth About Jane del regista Lee Rose. Nella stagione 2005-2006 è stata protagonista con Henry Winkler della situation comedy Out of Practice - Medici senza speranza. Ha impersonato la moglie del reverendo presbiteriano Allen nell'episodio Il primo bacio della serie televisiva La strada per Avonlea. Stockard Channing ha partecipato come comparsa nel telefilm Sabrina, vita da strega nel ruolo di se stessa.

## Vita privata
Si è sposata quattro volte: prima dal 1964 al 1967 con lo scultore Walter Channing Jr., poi dal 1969 al 1976 con il traduttore Paul Schmidt; dal 1976 al 1980 con lo scrittore David Debin e dal 1982 al 1988 con l'uomo d'affari David Leffert Rawle. Non ha mai avuto figli. Dal 1988 è fidanzata con il fotografo Daniel Gillham.

## Filmografia parziale

### Attrice

#### Cinema
- Anche i dottori ce l'hanno (The Hospital), regia di Arthur Hiller (1971)
- Due uomini e una dote (The Fortune), regia di Mike Nichols (1974)
- Il fantabus (The Big Bus), regia di James Frawley (1976)
- A proposito di omicidi...  (The Cheap Detective), regia di Robert Moore (1978)
- Grease (Brillantina) (Grease), regia di Randal Kleiser (1978)
- Basket Music (The Fish That Saved Pittsburgh), regia di Gilbert Moses (1979)
- Il rally più pazzo d'Africa (Safari 3000), regia di Harry Hurwitz (1982)
- Senza traccia (Without a Trace), regia di Stanley R. Jaffe (1983)
- Heartburn - Affari di cuore (Heartburn), regia di Mike Nichols (1986)
- Luna di fiele (Bitter Moon), regia di Roman Polanski (1992)
- Di coppia in coppia (Married to It), regia di Arthur Hiller (1993)
- 6 gradi di separazione (Six Degrees of Separation), regia di Fred Schepisi (1993)
- Smoke, regia di Wayne Wang (1995)
- A Wong Foo, grazie di tutto! Julie Newmar (Too Wong Foo, thank for everything! Julie Newmar), regia di Beeban Kidron (1995)
- Qualcosa di personale (Up Close & Personal), regia di Jon Avnet (1996)
- Moll Flanders, regia di Pen Densham (1996)
- Il club delle prime mogli (The First Wives Club), regia di Hugh Wilson (1996)
- Twilight, regia di Robert Benton (1998)
- Amori & incantesimi (Practical Magic), regia di Griffin Dunne (1998)
- Qui dove batte il cuore (Where the Heart Is), regia di Matt Williams (2000)
- Una vita quasi perfetta (Life or Something Like It), regia di Stephen Herek (2002)
- Bright Young Things, regia di Stephen Fry (2003)
- Le Divorce - Americane a Parigi (Le Divorce), regia di James Ivory (2003)
- Anything Else, regia di Woody Allen (2003)
- Partnerperfetto.com (Must Love Dogs), regia di Gary David Goldberg (2005)
- Sparkle, regia di Tom Hunsinger (2007)
- Multiple Sarcasms, regia di Brooks Branch (2010)

#### Televisione
- Una ragazza molto brutta (The Girl Most Likely To...) – film TV, regia di Lee Philips (1973)
- Mamma per forza (An unexpected family), regia di Larry Elikann – film TV (1996)
- West Wing - Tutti gli uomini del Presidente (The West Wing) – serie TV, 70 episodi (1999-2006)
- The Truth About Jane – film TV, regia di Lee Rose (2000)
- Storia di una principessa (Confessions of an Ugly Stepsister), regia di Gavin Millar – film TV (2002)
- The Matthew Shepard Story – film TV (2002)
- Jack, regia di Lee Rose – film TV (2004)
- Out of Practice - Medici senza speranza (Out Of Practice) – serie TV, 21 episodi (2005-2006)
- Domeniche da Tiffany (Sundays at Tiffany's), regia di Mark Piznarski – film TV (2010)
- 17th Precinct – film TV (2011)
- The Good Wife – serie TV, 12 episodi (2012-2016)
- Knuckles – miniserie TV (2024)

### Doppiatrice
- American Masters – serie TV, 1 episodio (1997)
- Batman of the Future (Batman Beyond) – serie animata (1999-2000)

## Teatro (parziale)
- Arsenico e vecchi merletti di Joseph Kesselring, regia di Theodore Mann. Ford's Theatre di Washington (1970)
- Two Gentlemen of Verona, colonna sonora di Galt MacDermot, libretto di John Guare, regia di Mel Shapiro. Saint James Theatre di Broadway (1971)
- No Hard Feelings di Sam Bobrick e Ron Clark, regia di Abe Burrows. Martin Beck Theatre di Broadway (1973)
- They're Playing Our Song, colonna sonora di Marvin Hamlisch, testi di Carole Bayer Sager, libretto di Neil Simon, regia di Robert Moore. Imperial Theatre di Broadway (1980)
- The Rink, colonna sonora di John Kander, testi di Fred Ebb, colonna sonora di Terrence McNally, regia di A.J. Antoon. Martin Beck Theatre di Broadway (1974)
- The Golden Age di A. R. Gurney Jr, regia di John Tillinger. Jack Lawrence Theatre di Broadway (1984)
- Joe Egg di Peter Nichols, regia di Arvin Brown. Longacre Theatre di Broadway (1985)
- The House of Blue Leaves di John Guare, regia di Jerry Zaks. Lincoln Center e Plymouth Theatre di Broadway (1986)
- Woman in Mind di Alan Ayckbourn, regia di Lynne Meadow. New York City Center dell'Off-Broadway (1988)
- Lettere d'amore di A. R. Gurney, regia di John Tillinger. Edison Theatre di Broadway (1989)
- Sei gradi di separazione di John Guare, regia di Jerry Zaks. Lincoln Center di Broadway (1990), Royal Court Theatre di Londra (1992)
- Four Baboons Adoring the Sun di John Guare, regia di Peter Hall. Lincoln Center di Broadway (1992)
- Hapgood di Tom Stoppard, regia di Jack O'Brien. Mitzi E. Newhouse Theater dell'Off Broadway
- Le piccole volpi di Lillian Hellman, regia di Jack O'Brien. Lincoln Center di Broadway (1997)
- Il leone d'inverno di James Goldman, regia di Michael Mayer. Criterion Center Stage Right di Broadway (1997)
- Awake and Sing! di Clifford Odets, regia di Michael Attenborough. Almeida Theatre di Londra (2007)
- Pal Joey, colonna sonora di Richard Rodgers e Lorenz Hart, libretto di John O'Hara, regia di Joe Mantello. Studio 54 di Broadway (2008)
- The Breath of Life di David Hare, regia di Mark Lamos. Westport Country Playhouse di Westport (2010)
- Other Desert Cities di Jon Robin Baitz, regia di Joe Mantello. Mitzi E. Newhouse Theater dell'Off Broadway, Booth Theatre di Broadway (2011)
- The Exonerated di Jessica Blank ed Erik Jensen, regia di Bob Balaban. Bleecker Street Theater dell'Off-Broadway (2012)
- It's Only a Play di Terrence McNally, regia di Jack O'Brien. Gerald Schoenfeld Theatre di Broadway (2014)
- Apologia di Alexi Kaye Campbell, regia di Jamie Lloyd. Trafalgar Theatre di Londra (2017), Laura Pals Theatre dell'Off-Broadway (2018)
- Buonanotte mamma ('night, Mother) di Marsha Norman, regia di Roxana Silbert. Hampstead Theatre di Londra (2021)
- Elettra di Sofocle, trad. Anne Carson, regia di Daniel Fish. Duke of York's Theatre di Londra (2025)

## Riconoscimenti
- Premio Oscar
  - 1994 – Candidatura alla miglior attrice per 6 gradi di separazione

- Golden Globe
  - 1976 – Candidatura alla migliore attrice debuttante per Due uomini e una dote
  - 1994 – Candidatura alla migliore attrice in un film commedia o musicale per 6 gradi di separazione
  - 1999 – Candidatura alla miglior attrice in una mini-serie o film per la televisione per Una decisione sofferta

- Premio Emmy
  - 1989 – Candidatura alla miglior attrice non protagonista in una miniserie o uno speciale TV per Echoes in the Darkness
  - 1990 – Candidatura alla miglior attrice non protagonista in una miniserie o uno speciale TV per Perfect Witness
  - 1995 – Candidatura alla miglior guest star in una serie drammatica per Road to Avonlea
  - 1998 – Candidatura alla miglior attrice protagonista in una miniserie o speciale TV per An Unexpected Family
  - 2000 – Candidatura alla miglior attrice protagonista in una miniserie o speciale TV per The Baby Dance
  - 2001 – Candidatura alla miglior attrice non protagonista in una serie drammatica per West Wing – Tutti gli uomini del Presidente
  - 2002 – Candidatura alla miglior attrice non protagonista in una serie drammatica per West Wing – Tutti gli uomini del Presidente
  - 2003 – Miglior attrice non protagonista in una serie drammatica per West Wing – Tutti gli uomini del Presidente
  - 2003 – Miglior attrice non protagonista in una miniserie o film TV per The Matthew Shepard Story
  - 2004 – Candidatura alla miglior attrice non protagonista in una serie drammatica per West Wing – Tutti gli uomini del Presidente
  - 2005 – Candidatura alla miglior attrice non protagonista in una serie drammatica per West Wing – Tutti gli uomini del Presidente
  - 2006 – Candidatura alla miglior attrice non protagonista in una serie drammatica per West Wing – Tutti gli uomini del Presidente
  - 2006 – Miglior performance in uno speciale per bambini/ragazzi/famiglie per Jack
  - 2007 – Candidatura alla miglior attrice protagonista in una serie commedia per Out of Practice – Medici senza speranza
- Grammy Award
  - 1979 – Candidatura all'album dell'anno per Grease

- Tony Award
  - 1985 – Miglior attrice protagonista in un'opera teatrale per One Day in the Death of Joe Egg
  - 1986 – Candidatura alla miglior attrice non protagonista in un'opera teatrale per The House of Blue Leaves
  - 1991 – Candidatura alla miglior attrice protagonista in un'opera teatrale per Sei gradi di separazione
  - 1992 – Candidatura alla miglior attrice protagonista in un'opera teatrale per Four Baboons Adoring the Sun
  - 1999 – Candidatura alla miglior attrice protagonista in un'opera teatrale per Il leone d'inverno
  - 2009 – Candidatura alla miglior attrice protagonista in un musical per Pal Joey
  - 2012 – Candidatura alla miglior attrice protagonista in un'opera teatrale per Other Desert Cities

## Doppiatrici italiane
- Serena Verdirosi in Di coppia in coppia, 6 gradi di separazione, Qualcosa di personale, Moll Flanders, The Good Wife
- Manuela Andrei in Heartburn - Affari di cuore, Twilight, Qui dove batte il cuore
- Ada Maria Serra Zanetti in Amori & incantesimi, Le Divorce - Americane a Parigi, Partnerperfetto.com
- Ludovica Modugno in Grease (Brillantina), Smoke
- Anna Rita Pasanisi in Luna di fiele, Knuckles
- Paola Mannoni in A Wong Foo, grazie di tutto! Julie Newmar, Il club delle prime mogli
- Roberta Paladini in Una ragazza molto brutta
- Vittoria Febbi in Due uomini e una dote
- Monica Gravina in Mamma per forza
- Silvia Pepitoni in West Wing - Tutti gli uomini del Presidente (st. 1-5)
- Antonella Rinaldi in West Wing - Tutti gli uomini del Presidente (st. 6-7)
- Sonia Scotti in Una vita quasi perfetta
- Marzia Ubaldi in Anything Else
- Daniela Nobili in Out of Practice - Medici senza speranza
- Gabriella Borri in Grease (Brillantina) (ridoppiaggio)

Come doppiatrice è stata sostituita da:
- Stefania Patruno in Batman of the Future